# Zapole (sielsowiet Kwasiewicze)
Zapole (biał. Заполле; ros. Заполье) – wieś na Białorusi, w obwodzie brzeskim, w rejonie iwacewickim, w sielsowiecie Kwasiewicze.
W dwudziestoleciu międzywojennym leżało w Polsce, w województwie poleskim, w powiecie kosowskim/iwacewickim, w gminie Kosów. Po II wojnie światowej w granicach Związku Sowieckiego. Od 1991 w niepodległej Białorusi.